# Богородица Державнаја
Богородица Державнаја или Богородица Државна (рус. „Державная“) је икона Пресвете Богородице, поштована у Руској православној цркви. Пронађена је, по сведочењу митрополита московског Тихона, 2 (15) марта 1917. године у подруму цркве Вазнесења у селу Коломенское (сада у центру Москве).
Икона се прославља на дан њеног јављања – 2. (15. марта).
Икона је била главна светиња руског монарха.

## Историја
Икона Пресвете Богородице „Државна“ је пронађена 2/15 марта 1917. године на дан абдикције цара Николаја II Романова са царског престола. Руски професор И.М.Андрејев је писао да је цар Николај II који је посебно поштовао Пресвету Богородицу замолио Небеску Царицу да преузме на себе врховну царску власт над његовим народом који га је одбацио.
13. фебруара 1917. године православна хришћанска Јевдокија Андрианова из околине Москве у сну је чула глас: „У селу Коломјенском постоји велика црна икона. Њу је потребно узети, префарбати у црвено и нека се људи моле“.  2. марта, отишла је у село Коломенско у Московској области где је видела дивну цркву Вазнесења Господњег, тачно онакву какву је видела у сну. Заједно са настојатељем тог храма, оцем Николајем Лихачевим тражили потражила је икону коју је видела у сну и нашла је у црквеном  подруму, 
Ова икона је пренесена у село Коломјенско 1812. године из манастира Вазнесења Господњег у Москви. Датум  проналажења ове иконе народ је схватио као дан проглашења  нове, Богородичине власти над Русијом. Убрзо по проналажењу иконе у село Коломјенско је почело долазити мноштво народа који су добијали душевна и физичка исцељења.
По узору на ову икону направљено је више копија које су биле послате по целој држави а по благослову патријарха Тихона састављена је и служба и акатист икони Пресвете Богородице „Државне“. Патријарх Тихон је наредио да се у овај акатист ставе делови из свих акатиста који су постојали  у част Пресвете Богородице и да га назову „Акатист акатиста“. За време комунистичких власти они који су саставили ове службе су били стрељани а бројни верујући који су код себе чували лик „Државне“ иконе Пресвете Богородице били су хапшени. Оригинална  икона налазила се  више од пола века у Државном историјском музеју у Москви.
Неколико дана после првог помињања цара Николаја и његове породице на литургији (17. јула 1990. године), по благослову патријарха Алексеја II, 27. јула икона је пребачена у храм „Казанске“ иконе Пресвете Богородице у селу Коломјенско. 
После уједињења Руске Православне Цркве и Руске Православне Заграничне Цркве у августу 2007. године, икона је пренета преко Русије у Европу, Америку и Аустралију.